# Laguna de Olomega
Laguna de Olomega ist der größte Süßwassersee im östlichen Teil von El Salvador.
Die Fläche des Süßwassersee beträgt 24,2 km². Er befindet sich 15 km südöstlich von San Miguel. Der See wird durch den Río Grande de San Miguel gespeist. Er dient der Wasserversorgung von rund 9000 Menschen der Gemeinden Chirilagua (San Miguel) und El Carmen (La Unión).
Das angrenzende Feuchtgebiet mit rund 7,6 Hektar Gesamtfläche mit Mangrovenwäldern ist die Heimat von zahlreichen bedrohten Arten. Neben verschiedenen Arten von Fischen, wie Cichlasoma trimaculatum, Managua-Buntbarsch (Parachromis managuensis) und den Schwarzkehlbuntbarsch (Amatitlania coatepeque) befinden sich an den Ufern der Laguna die Brutplätze verschiedener Vogelarten, wie zum Beispiel der weiße Reiher (Silberreiher), die Herbstpfeifgans, die Olivenscharbe und auch seltene Froscharten.

## Umwelt
Bedingt durch Überdüngung der Plantagenflächen im Seegebiet hat die Eutrophierung extrem zugenommen was zur sogenannten Verkrautung des Süßwassersees führt. Den Hauptanteil machen dabei die Wasserhyazinthengewächse aus, sie verdrängen andere Arten und verkrauten das Gewässer zunehmend. Am Gewässerrand bewirkt die Eutrophierung auch eine Veränderung bei den hier wachsenden anderen Pflanzengesellschaften.
Seit 2011 wurde im Rahmen „Plan Nacional de Humedales“ durch das „Ministerio de Medio Ambiente y Recursos Naturales“ begonnen, der weiteren Eutrophierung durch geeignete Maßnahmen entgegenzuwirken.